# Tacacho con cecina
El tacacho con cecina es un plato típico de la gastronomía del Perú popular en la selva peruana y ampliamente difundido en el resto del país. Es uno de los platos más populares consumidos durante la Fiesta de San Juan.También se consume en el departamento de Caquetá, en Colombia.

## Descripción

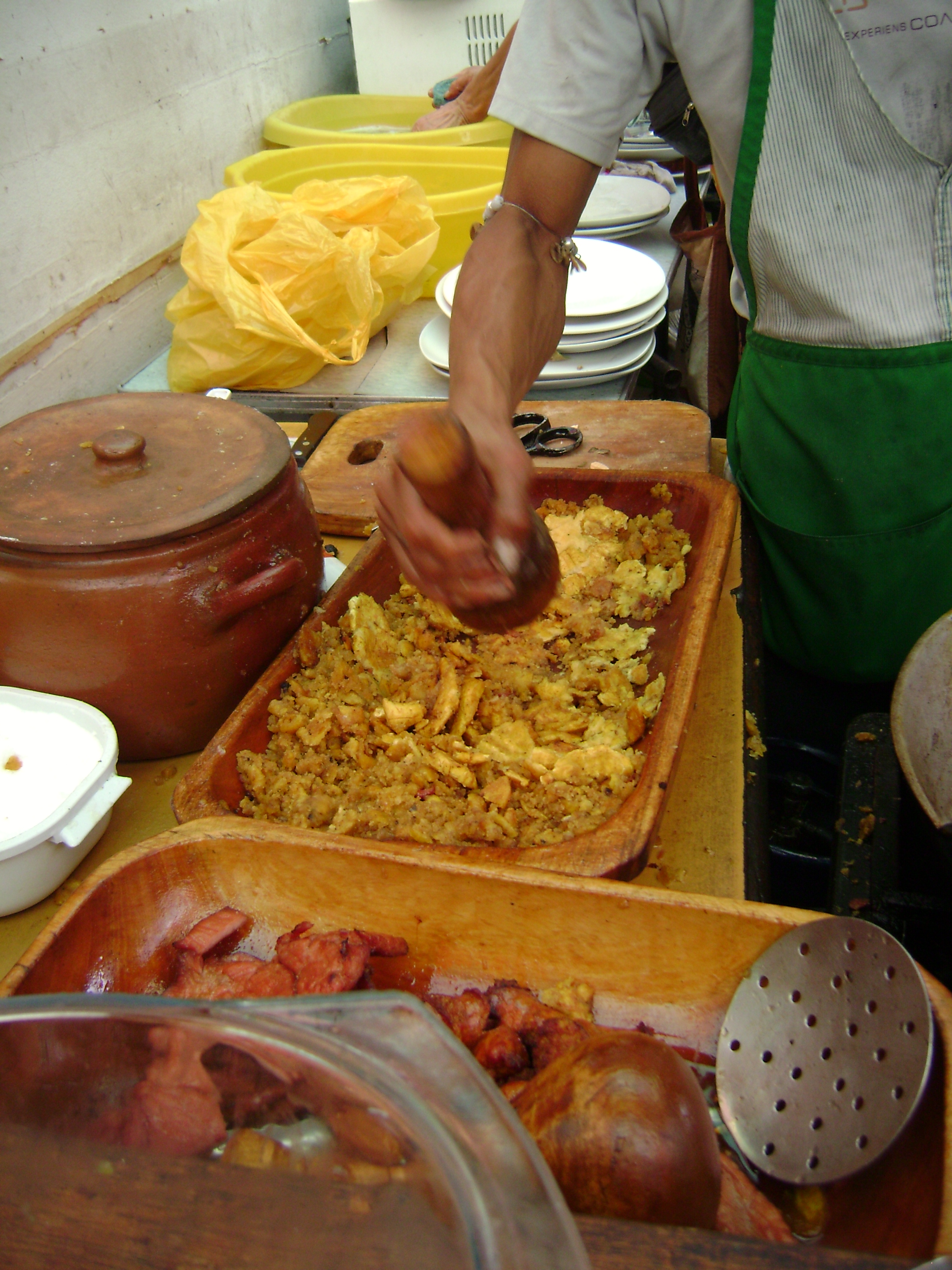
Elaboración del tacacho.

El plato consiste usualmente en dos bolas de tacacho, una pieza de cecina y una de chorizo; sin embargo esta proporción puede variar a pedido del comensal.
Para la elaboración del tacacho se prepara una masa compuesta de plátano bellaco verde asado, cecina de cerdo o chorizo y manteca de cerdo. Los plátanos previamente son asados en carbón aunque en algunas regiones, como Huánuco, se cocinan en agua.
Aparte se prepara la cecina (carne de cerdo seca y ahumada) o el chorizo (o ambos) para acompañar al tacacho. Usualmente se preparan a la parrilla. La cecina y el chorizo elaborados en la selva del Perú incluyen especias distintas a las tradicionales y por ello tienen un sabor característico. En la preparación tradicional se utilizaba chicharrón de sajino en vez de cecina y chorizo.
Además se acompaña con salsa criolla, ensalada y salsa de picante de cocona.